# Catecismo da Igreja Ortodoxa Siríaca
O Catecismo da Igreja Ortodoxa Siríaca ou (Igreja Sirian Ortodoxa) é um pequeno compêndio que apresenta a fé e doutrina da Igreja que apresenta, de forma sucinta, um resumo da teologia e doutrina cristã ortodoxa revelada pelas Sagradas Escrituras e pela tradição da Igreja. O cristão sírio-ortodoxo busca nele, pois, o ensino da doutrina, a fé professada pela Igreja e orientações relativas às questões de crenças.

## História
O Catecismo da Igreja Ortodoxa Siríaca foi, originalmente, escrito em árabe, em 1912, pelo Patriarca Mor Moran Efrém I Barsoum que ocupou a Santa Sé Antioquina entre os anos de 1933-1957. Desde 2014, o patriarca da Igreja Ortodoxa Siríaca é Moran Mor Inácio Efrém II. Em 1950, o Catecismo foi traduzido para o inglês pelo reverendíssimo padre Elias Sugar da Igreja Sírio-Ortodoxa da Virgem Maria (Arquidiocese de New York, New Jersey, EUA). Mais recentemente (2012), foi traduzido e organizado, com edição comentada para o português, pelo reverendíssimo padre Celso Kallarrari da Igreja Ortodoxa Siríaca no Brasil (Arquidiocese dos Estados de Goiás e Tocantins, BR). Esta tradução buscou suprir necessidades de materiais religiosos sobre a fé cristã sírio-ortodoxa no Brasil, atendendo à pastoral catequética das paróquias brasileiras (2012, p. 20-21).
A tradução do Catecismo do inglês para o português recebeu acréscimos tais como prefácio, introdução, comentários em notas de rodapé, conclusão e apêndice, a fim de elucidar as temáticas a nível teológico e ecumênico e "a formação teológica e doutrinária que faça frente às exigências do mundo atual e de reafirmação da fé ortodoxa"

## Conteúdo
O conteúdo do catecismo da Igreja Ortodoxa Siríaca aborda uma série de questionários (perguntas e respostas) sobre a doutrina e fé sírio-ortodoxa.  Na edição (tradução) brasileira, diferentemente da edição inglesa, houve um acréscimo de novas questões (notas comentadas) que foram surgindo no decorrer do século XX e início do século XXI, tais como, as discussões a nível teológico e ecumênico (encíclicas, declarações e acordos teológicos). Isso deve-se ao fato de que a Igreja Ortodoxa Siríaca, juntamente com as demais Igrejas Ortodoxas Orientais, ter participado como membro efetivo do Conselho Mundial de Igrejas — CMI, motivo pelo qual manteve relações, diálogos e acordos ecumênicos com demais tradições cristãs, a exemplo da Igreja Católica Romana.

## Divisão
O Catecismo da Igreja Siríaca Ortodoxa divide-se em seis partes:
•	1ª parte - A doutrina cristã: trata da compreensão da fé cristã e suas práticas.
•	2ª parte — As verdades que devemos acreditar: trata da existência de Deus, da Santíssima Trindade, da criação, dos anjos, do homem, de Jesus, do Espírito Santo, da Igreja, do Credo e dos castigos e recompensas. 
•       3ª parte — Aos meios da graça que devemos usar: trata da oração e dos sete sacramentos.
•       4ª parte — Os dez mandamentos de Deus: trata dos mandamentos de Deus e da Igreja, bem como sobre o pecado e a virtude. 
•       5ª parte — A essência da doutrina cristã: trata da essência da doutrina cristã, da fé e das obras da salvação. 
•       6ª parte — Apêndices: Trata de informações sobre a Igreja Sirian Ortodoxa no Brasil. 

## Ligações internas
- Igreja Ortodoxa Síria
- Conselho Mundial de Igrejas